# ورا مولنر
ورا مولنر (Vera Molnár؛ ۵ ژانویهٔ ۱۹۲۴ – ۷ دسامبر ۲۰۲۳) هنرمند رسانه‌ای مجارستانی بود که در فرانسه زندگی و کار می‌کرد. مولنر به‌طور گسترده‌ای از پیشگامان هنر رایانه‌ای و هنر مولد در نظر گرفته می‌شود و همینطور یکی از نخستین زنانی بود که از کامپیوتر در کارهای هنری‌اش استفاده می‌کرد. مولنر به‌عنوان یکی از ۲۱۳ هنرمند پنجاه و نهمین دوسالانه ونیز در سال ۲۰۲۲ انتخاب شد. او در ۷ دسامبر ۲۰۲۳ در سن ۹۹ سالگی درگذشت.

## زندگی‌نامه
ورا مولنر، متولد ۱۹۲۴ در مجارستان، یکی از پیشگامان هنرهای کامپیوتری و الگوریتمی بود. مولنر که به عنوان یک هنرمند سنتی آموزش دیده بود، برای دیپلم تاریخ هنر و زیبایی‌شناسی در کالج هنرهای زیبا بوداپست تحصیل کرد، جایی که در سال ۱۹۴۷ فارغ‌التحصیل شد و در آنجا با همسر آینده خود، فرانسوا مولنر (۱۹۲۲–۱۹۹۳) دانشمند آشنا شد. او با آنها همکاری داشت. او برای مدت کوتاهی در سال ۱۹۴۷ در رم زندگی کرد و در همان سال به پاریس نقل مکان کرد. در سال ۱۹۴۸ با فرانسوا مولنر ازدواج کرد.